# Сначала они убили моего отца (фильм)
«Снача́ла они́ уби́ли моего́ отца́» (кхмер. មុនដំបូងខ្មែរក្រហមសម្លាប់ប៉ារបស់ខ្ញុំ, англ. First They Killed My Father: A Daughter of Cambodia Remembers) — совместный камбоджийско-американский фильм 2017 года режиссёра Анджелины Джоли, экранизация автобиографической повести Лун Ун. Фильм рассказывает о воспоминаниях писательницы Лун Ун во время правления красных кхмеров в Камбодже. По мотивам её мемуаров описывается ужас, пережитый её собственным народом на примере своей семьи. Лун Ун было пять лет, когда Красные кхмеры начали устраивать кровавые расправы. Она попала в лагерь для подготовки будущих солдат, где должна была стать солдатом-ребёнком, способным деморализовать противника и нанести удар. Других детей семьи Ун вывезли в трудовые лагеря, где работа являлась пыткой для детей.
Фильм был показан на кинофестивале в Теллуриде и Международном кинофестивале в Торонто в 2017 году. Мировая премьера состоялась 15 сентября 2017 года на Netflix. Актёрский состав фильма почти полностью состоит из камбоджийских актёров, а диалоги почти полностью на кхмерском языке.

## Сюжет
Кхмерская республика, 1975 год. Лун Ун - пятилетняя дочь офицера Сем Ин Ун Кхмерских национальных вооружённых сил, известного как «Па» своим семерым детям, живёт мирно вместе со своей семьёй ещё не подозревая того что предстоит пережить её семейству во времена правления красных кхмеров. Во время войны во Вьетнаме боевые действия перекинулись на соседнюю Камбоджу, когда вооружённые силы Соединённых Штатов начинают бомбить силы Северного Вьетнама, пытающиеся укрыться на нейтральной территории, что положило начало гражданской войне в Камбодже. Затем США уходят из Камбоджи и эвакуируют своё посольство.
Красные кхмеры постепенно приближаются и захватывают Пномпень, а затем вынуждают все семьи покинуть город в качестве беженцев под предлогом того, что его будут бомбить американцы. Отец - Лун Ун отрицает, что работал на правительство, когда его допрашивают солдаты красных кхмеров, зная, что он будет убит, если его обнаружат. Семью находит «дядя» (дядя Лун по материнской линии), зять Сем Ина, и семья Лун какое-то время остается с семьёй дяди. Однако по настоянию тёти, которая опасается последствий, если личность отца будет раскрыта, семье Лун снова приходится уехать.
После нескольких дней пути они попадают в плен к солдатам красных кхмеров и вместе с другими беженцами отправляются в трудовой лагерь, где им приходится строить собственное убежище и работать в суровых условиях. Всё их имущество конфисковывают, еды не хватает, так как весь урожай отправляется в боевые части, а любая попытка добыть больше еды наказывается беспощадными избиениями. Лун является свидетелем безжалостных избиений своих братьев и сестёр, когда они пытаются добыть больше еды для себя и своей семьи.
Помимо тяжёлой работы, лагерь проповедует пропаганду режима, а любые иностранные товары (в том числе жизненно важные лекарства) запрещены и караются смертной казнью. Двух старших братьев Лун и старшую сестру Кеав переводят в другие лагеря, и вскоре после этого Кеав умирает от дизентерии.
Там Лун вербуют ребёнком-солдатом в армию красных кхмеров. Тем временем разгорается кампучийско-вьетнамский конфликт. Вьетнамцы прибывают, чтобы спасти Камбоджу от красных кхмеров. Лун обучают рукопашному бою, стрельбе и подготовке ловушек, а также работает над установкой минных полей против вьетнамцев. Детей усиленно накачивают пропагандой и ожесточённой ненависти к вьетнамцам, но вместе с тем они получают больше еды и к ним относятся лучше, чем к рабочим в трудовых лагерях. Однажды Лун получает пропуск, чтобы навестить свою сестру в трудовом лагере, но вместо этого она отправляется в лагерь, где остались её мать и младшая сестра. Она находит их хижину пустой, и старуха говорит ей, что её семью забрали солдаты красных кхмеров. Той ночью Лун снится, что её мать лежит мёртвой в братской могиле, а её младшую сестру Геак казнят.
Лагерь Лун разрушен вьетнамским обстрелом, что вынуждает её бежать вместе с другими мирными жителями. По дороге она воссоединяется с Чоу и Ким, которые останавливаются на ночь во временном лагере беженцев, управляемом вьетнамскими войсками, где братья и сестры присоединяются к группе других детей. Когда на следующее утро лагерь подвергается нападению сил красных кхмеров, они проскальзывают за обороняющимися вьетнамцами, чтобы избежать боевых действий в джунглях, где Лун отделяется от своих братьев и сестер и становится свидетелем того, как другие беженцы убиты и покалечены минами, которые она сама помогала устанавливать.
Трое братьев и сестер воссоединяются в другом лагере беженцев, которым управляет Красный Крест. Там Лун видит, как люди казнят пленного солдата красных кхмеров. Она видит в нём своего отца и вспоминает насилие в своей жизни. Когда война заканчивается, Лун вместе со своими братьями и сестрами Ким и Чоу воссоединяются со своими старшими братьями, которые также выжили в лагерях. Фильм заканчивается тем, что все дети в настоящем времени вместе с монахами молятся за своих потерянных членов семьи на руинах буддийского храма.

## В ролях
| Актёр         | Роль                                      |
| ------------- | ----------------------------------------- |
| Сарум Среймок | Лун Ун                                    |
| Пхунг Компхек | «Па» Сем Ин Ун - отец семьи Ун            |
| Свенг Сочеата | «Ма» Ай Чхон Ун мать семьи Ун             |
| Мун Кимхак    | Ким Ун - старший брат Лун                 |
| Рун Малина    | Чоу Ун - старший брат Лун                 |
| Дара Хенг     | Менг Ун - страрший брат Лун               |
| Сотхеа Ун     | Хой Ун - старший брат Лун                 |
| Срейнеанг Ун  | Кеав Ун - старшая сестра Лун              |
| Сарун Ника    | Геак Ун - младшая сестра Лун              |
| Теп Риндаро   | Лон Нон                                   |
| Лун Ун        | в роле самой себя                         |
| Тарот Сам     | лидер отряда детей-солдат Красных Кхмеров |

## Производство
23 июля 2015 года Анджелина Джоли объявила о начале съемок нового фильма Снача́ла они́ уби́ли моего́ отца́ для кинокомпании Netflix по мотивам автобиографической книги американской писательницы Лун Ун. В основном съёмки фильма проходили в городе Баттамбанг, Камбоджа. Планировалось начать съёмки в начале ноября 2015 года. Также съёмки проводились в городе Пномпень.

## Критика
Фильм получил положительные отзывы кинокритиков. На сайте Rotten Tomatoes фильм имеет рейтинг 89 % на основе 53 рецензий со средним баллом 7,8 из 10. На сайте Metacritic фильм имеет оценку 72 из 100 на основе 21 рецензии критиков, что соответствует статусу «в целом благоприятные отзывы».
Мэтт Сэйтц из RogerEbert.com дал фильму четыре из четырёх звезд, заявив, что это была лучшая работа Джоли в качестве режиссёра.

### Награды и номинации
| Награды и номинации                 | Награды и номинации | Награды и номинации                            | Награды и номинации            | Награды и номинации | Награды и номинации |
| Награда                             | Год                 | Категория                                      | Номинант                       | Результат           | Прим.               |
| ----------------------------------- | ------------------- | ---------------------------------------------- | ------------------------------ | ------------------- | ------------------- |
| BAFTA                               | 2018                | Лучший неанглоязычный фильм                    | «Сначала они убили моего отца» | Номинация           | [ 13 ]              |
| Camerimage                          | 2017                | Бронзовая лягушка                              | Энтони Дод Мэнтл               | Победа              | [ 14 ]              |
| Cinema For Peace Awards             | 2018                | Самый ценный фильм года                        | «Сначала они убили моего отца» | Номинация           | [ 15 ]              |
| Critics' Choice Movie Awards        | 2018                | Лучший фильм на иностранном языке              | «Сначала они убили моего отца» | Номинация           | [ 16 ]              |
| Золотой глобус                      | 2018                | Лучший фильм на иностранном языке              | «Сначала они убили моего отца» | Номинация           | [ 17 ]              |
| Hollywood Film Awards               | 2017                | Премия Голливудского кино на иностранном языке | Лун Ун и Анджелина Джоли       | Победа              | [ 18 ]              |
| Национальный совет кинокритиков США | 2017                | Премия за свободу выражения                    | «Сначала они убили моего отца» | Победа              | [ 19 ]              |
| Online Film Critics Society         | 2017                | Лучший фильм на иностранном языке              | «Сначала они убили моего отца» | Номинация           | [ 20 ]              |
| Спутник                             | 2018                | Лучший фильм на иностранном языке              | «Сначала они убили моего отца» | Номинация           | [ 21 ]              |